# Trichomycterus albinotatus
Trichomycterus albinotatus är en fiskart som beskrevs av Costa 1992. Trichomycterus albinotatus ingår i släktet Trichomycterus och familjen Trichomycteridae. Inga underarter finns listade i Catalogue of Life.